# Dunér (cráter)

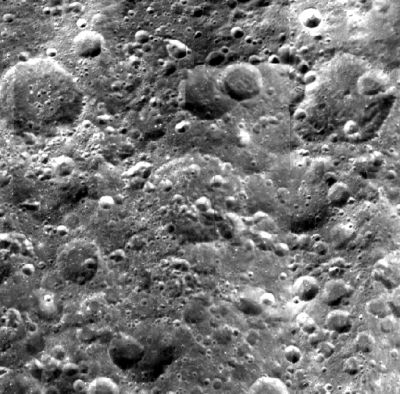
Fotografía de la misión Clementine (1994)

| Dunér es un antiguo cráter de impacto que se encuentra en el hemisferio norte de la cara oculta de la Luna. Se halla situado al sureste del cráter Chernyshev, y al oeste-suroeste de la pareja de cráteres Perkin-Debye. Este cráter ha sido muy afectado por múltiples impactos pequeños, dejando un borde exterior que a duras penas puede apreciarse, formando poco más que un leve resalto circular en la superficie lunar. El interior está en condiciones similares, con pequeños cráteres que cubren muchas partes de su plataforma. Los impactos más notables consisten en una cadena de superposición de pequeños cráteres que se extienden desde cerca del punto medio y cruzan el borde sudeste. Esta cadena es de mayor longitud que el diámetro del cráter principal. |

## Cráteres satélite
Por convención estos elementos son identificados en los mapas lunares poniendo la letra en el lado del punto medio del cráter que está más cerca de Dunér.
|       | \| Dunér \| Coordenadas \| Diámetro \| \| ----- \| ------------------------------ \| -------- \| \| A \| 47°42′N 179°42′E / 47.7, 179.7 \| 38 km \| |          |
| Dunér | Coordenadas | Diámetro |
| A     | 47°42′N 179°42′E / 47.7, 179.7 | 38 km    |